# Áyios Yeóryios Nileías
Áyios Yeóryios Nileías (Agios Georgios Nileias) är en ort i Grekland.   Den ligger i prefekturen Nomós Magnisías och regionen Thessalien, i den centrala delen av landet, 160 km norr om huvudstaden Aten. Áyios Yeóryios Nileías ligger 782 meter över havet och antalet invånare är 142.
Terrängen runt Áyios Yeóryios Nileías är varierad. Havet är nära Áyios Yeóryios Nileías åt sydväst.  Närmaste större samhälle är Volos, 12,7 km väster om Áyios Yeóryios Nileías. 